# Eremocoris inquilinus
Eremocoris inquilinus är en insektsart som beskrevs av Van Duzee 1914. Eremocoris inquilinus ingår i släktet Eremocoris och familjen Rhyparochromidae. Inga underarter finns listade i Catalogue of Life.